# سرقة بالإكراه

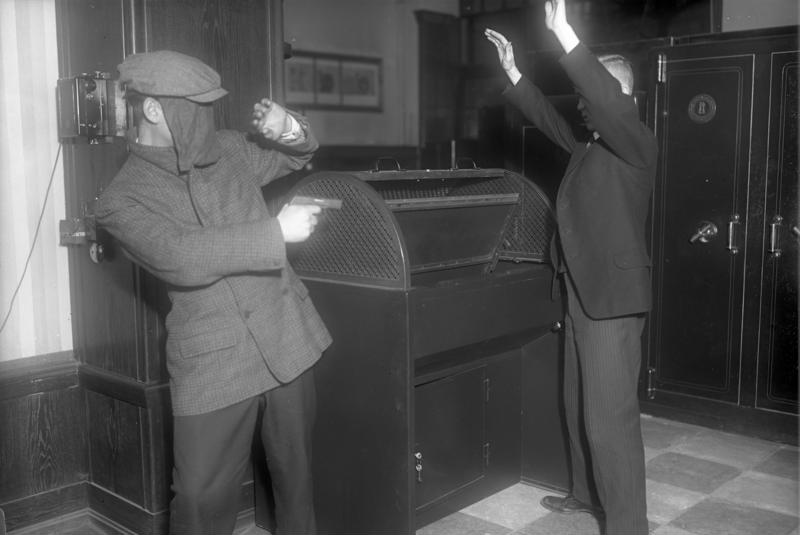
سالب ملثم يهدد شخص بمسدس.

السلب أو السرقة بالإكراه هي جريمة سرقة أو محاولة سرقة أي شيء ذي قيمة بالقوة أو بالتهديد باستخدام القوة، أو عن طريق إرهاب الضحية. وفقا للقانون العام، يُعرَّف السلب بأنها «أخذ مِلك الآخر، بقصد حرمان الشخص دائما من ممتلكاته بالقوة أو الخوف»؛ أي أن السرقة تحدث بالاعتداء. قد تجد تعاريف مختلفة لهذه الجريمة. لكن السلب متمايز عن غيره من أشكال السرقة (مثل سطو، نشل المتاجر، أو سرقة السيارات) بطبيعتها العنيفة فهي من «جرائم العنف»؛ في حين أن هناك أشكال أقل من السرقة ويعاقب عليها جنحةً، أما السلب فهي جناية. بموجب القانون الإنجليزي معظم أشكال السرقة يمكن محاكمة مرتكبيها بطريقتين، في حين أن السلب تحاكم على أساس اتهام جنائي.